# اشتامس
اشتامس (به آلمانی: Stams) یک منطقهٔ مسکونی در اتریش است که در ناحیه ایمست واقع شده‌است. اشتامس ۳۳٫۵۶ کیلومتر مربع مساحت دارد ۶۷۲ متر بالاتر از سطح دریا واقع شده‌است.